# Fernando Fajnzylber
Fernando Fajnzylber Waissbluth (Santiago de Chile, 15 de abril de 1940 -  28 de diciembre de 1991) fue un economista chileno. Creció en el seno de una familia de inmigrantes judíos (de Polonia por el lado paterno, y de Rusia por el lado materno). De 1958 a 1963 estudió ciencias económicas en la Universidad de Chile. Durante los años siguientes trabajó como asesor de diferentes organismos del sistema de la ONU en Brasil. En 1971, con el gobierno de Salvador Allende fue nombrado Director de Programa de Comercio Exterior.El golpe de Estado de septiembre de 1973 obligó a Fernando Fajnzylber a exiliarse en México, donde trabajó en diversas instituciones de investigación y universidades. Entre 1980 y 1986 fue jefe de la representación de la Organización de las Naciones Unidas para el Desarrollo Industrial, ONUDI, en Ciudad de México y se transformó, con sus trabajos sobre la modernización tecnológica y las posibilidades de exportación de la industria latinoamericana, en uno de los economistas más influyentes de Iberoamérica, cuya voz era escuchada con creciente interés tanto en la oficina central de la ONUDI, en Viena, como en la sede del Banco Mundial, en Washington. En 1986, Fajnzylber regresó a Santiago de Chile y asumió la dirección del Departamento de Desarrollo Industrial de la CEPAL. En esas funciones lideró en la CEPAL (Comisión Económica para América Latina y el Caribe) el difícil abandono de su modelo orientado hacia el mercado interno y desarrolló el concepto de una "integración activa en los mercados mundiales", que simultáneamente se diferenció claramente del Consenso de Washington, de los años 80. Por corto tiempo, Fajnzylber y su equipo lograron revivir con proyecciones internacionales el antiguo papel de la CEPAL como "think tank" del pensamiento latinoamericano en el área del desarrollo. Fernando Fajnzylber murió inesperadamente en la madrugada del 28 de diciembre de 1991, a la edad de 51 años.

## Obras
- 1970: Estrategia Internacional y empresas internacionales. Posición relativa de América Latina y Brasil, CEPAL, Río de Janeiro.
- 1970a: Sistema industrial y exportación de manufacturas: análisis de la experiencia brasileña , CEPAL, Río de Janeiro.
- 1971: Considerations for the formulation of strategies for export of manufactures, CEPAL, Santiago de Chile. (en español en: Nolff, Max. El desarrollo industrial latinoamericano; Fondo de Cultura Económica, México DF, 1974)
- 1971a: Industrial strategy and international enterprises, Working paper, CEPAL, Santiago de Chile.
- 1972: Cómo manejar una "sequía" de divisas. En Panorama Económico, Santiago de Chile.
- 1975 (con Trinidad Martínez Tarragó): Las empresas transnacionales: Expansión a nivel mundial y proyección en la industria mexicana. México DF.
- 1976: Oligopolio, empresas transnacionales y estilos de desarrollo. El Trimestre Económico, México DF. (en portugués, en: Estudos CEBRAP, San Pablo, 1977)
- 1976a: Empresas transnacionales y el "Collective self-reliance". El Trimestre Económico, México DF.
- 1979: La dimensión tecnológica en la planificación de la industria de bienes de capital. Consejo Nacional de Ciencia y Tecnología, México DF.-1979a: Sobre la reestructuración del capitalismo y sus repercusiones en América Latina. El Trimestre Económico, México DF.
- 1980: Industrialización e internacionalización en América Latina. Fondo de Cultura Económica,México DF.
- 1981: The industrial dynamic in advanced developing countries. En: Hong, Wontack y Laurence. B. Krause, eds., Trade and growth of the advanced developing countries in the Pacific Basin, Korea Development Institute, Seúl.
- 1981a: Reflexiones sobre la industrialización exportadora de los países del Sudeste asiático, Revista de la CEPAL, Santiago de Chile.
- 1983: La industrialización trunca de América Latina, CET, México DF.
- 1983a: Intervención, autodeterminación e industrialización en América Latina. El Trimestre Económico, México DF.
- 1984: Especificidades del desarrollo industrial latinoamericano. Revista de la Cámara de Comercio. Bogotá (en francés en: Problèmes d´Amerique Latine, París, 1985)
- 1985: Reflexões sobre os limites e potencialidades económicas da democratizacão. Revista de Economía Política, San Pablo.
- 1986: Democratization, endogenous modernization and integration: strategic choices for Latin America and economic relations with USA., University of Pittsburgh Press, Pittsburgh.
- 1987: Las economías neoindustriales en el sistema centro-periferia de los ochenta. Pensamiento Iberoamericano, Madrid.
- 1987b: La industrialización de América Latina: de la "caja negra" al "casillero vacío". Revista Internacional de Ciencias Sociales, París (en francés en: Revue Internationale des Sciences Sociales, París, 1988; en inglés en: International Social Science Journal, París, 1988)
- 1988: International Competitiveness: agreed goal, hard task. CEPAL Review, Santiago de Chile.
- 1989: América Latina ante los nuevos desafíos del mundo en transición. Comisión Sudamericana de Paz, Buenos Aires.
- 1989a: Growth and equity via austerity and competitiveness. The Annals of the American Academy of Political and Social Science, Philadelphia.
- 1989b: Sobre la impostergable transformación productiva de América Latina. Pensamiento Iberoamericano, Madrid (en portugués en: Revista Brasileira de Comércio Exterior, Río de Janeiro, 1990).
- 1990: "Liberté, prosperité et competitivité". ¿Ése es el nuevo paradigma?. Inter-American Dialogue Workshop on the Changing Global Context for US-Latin American Relations. Washington D. C.
- 1990a: El medio ambiente en la actual estrategia de crecimiento económico. Ambiente y Desarrollo, Santiago de Chile
- 1990b: Reflexiones sobre la propuesta "Transformación productiva con equidad". Informe Industrial, Buenos Aires.
- 1990c: United States and Japan as models of industrialization. In Gereffi, Gary und Donald L. Wyman, eds. Manufacturing miracles: paths of industrialization in Latin America and East Asia. Princeton University Press, Princeton.
- 1991: Chile y los mercados mundiales: estrategias para una plena inserción. Ambiente y Desarrollo, Santiago de Chile.
- 1991a: Inserción internacional e innovación institucional. Revista de la CEPAL, Santiago de Chile (englisch in CEPAL Review ).

## Obras sobre Fernando Fajnzylber
- 1990, CEPAL, Transformación Productiva con Equidad.
- 1992, Rosenthal, Gerth. CEPAL Review 46: In memory of Fernando Fajnzylber
- 1998, Bielchovsky, Ricardo. CEPAL Review of 50 th Anniversary of CEPAL, Evolución de las Ideas de . la CEPAL.
- 1999, Ocampo, José Antonio, CEPAL Review 66. Más allá del Consenso de Washington: una visión desde la CEPAL.
- 1999, Hounie, Adela; Pittaluga, Lucía; Porcile, Gabriel y Scatolin, Fabio. CEPAL Review 68. La CEPAL y las nuevas teorías del crecimiento